# Ministère de la Coopération nordique
Le ministère de la Coopération nordique est un ministère danois qui gère les relations entre le gouvernement et les pays scandinaves. Il est dirigé par Morten Dahlin depuis le 23 novembre 2023.

## Historique
Entre 2010 et 2011, le ministère de la Coopération nordique est rattaché à celui de l'Environnement. De 2011 à 2014, il est rattaché à celui de l'Égalité des chances et des Affaires ecclésiastiques. Entre 2014 et 2015, il est rattaché au ministère de la Ville, du Logement et des Affaires rurales et ensuite, au ministère de la Défense. Entre 2016 et 2020, il est rattaché au ministère de l'Égalité des chances.

## Liste des ministres
| Nom                  | Nom                       | Gouvernement                            | Début du mandat   | Fin du mandat     |
| -------------------- | ------------------------- | --------------------------------------- | ----------------- | ----------------- |
|                      | Bertel Dahlgaard          | H. C. Hansen II et Viggo Kampmann I     | 28 mai 1957       | 3 septembre 1962  |
| Supprimé (1962-1966) |                           |                                         |                   |                   |
|                      | Tyge Dahlgaard            | Jens Otto Krag II                       | 21 septembre 1966 | 1er octobre 1967  |
|                      | Ove Hansen                | Jens Otto Krag II                       | 1er octobre 1967  | 2 février 1968    |
|                      | Poul Nyboe Andersen       | Hilmar Baunsgaard                       | 2 février 1968    | 11 octobre 1971   |
|                      | Ivar Nørgaard             | Jens Otto Krag III et Anker Jørgensen I | 11 octobre 1971   | 19 décembre 1973  |
| Supprimé (1973-1975) |                           |                                         |                   |                   |
|                      | Ivar Nørgaard             | Anker Jørgensen II                      | 13 février 1975   | 30 août 1978      |
| Supprimé (1978-1980) |                           |                                         |                   |                   |
|                      | Lise Østergaard           | Anker Jørgensen IV et V                 | 26 février 1980   | 10 septembre 1982 |
|                      | Christian Christensen     | Poul Schlüter I                         | 10 septembre 1982 | 10 septembre 1986 |
|                      | Lars P. Gammelgaard       | Poul Schlüter II                        | 10 septembre 1986 | 3 juin 1988       |
|                      | Thor Pedersen             | Poul Schlüter III et IV                 | 3 juin 1988       | 19 novembre 1992  |
|                      | Knud Enggaard             | Poul Schlüter IV                        | 19 novembre 1992  | 25 janvier 1993   |
|                      | Flemming Kofod-Svendsen   | Nyrup Rasmussen I                       | 25 janvier 1993   | 27 septembre 1994 |
|                      | Marianne Jelved           | Nyrup Rasmussen II, III et IV           | 27 novembre 1994  | 27 novembre 2001  |
|                      | Bendt Bendtsen            | Fogh Rasmussen I                        | 27 novembre 2001  | 18 juin 2002      |
|                      | Flemming Hansen           | Fogh Rasmussen I                        | 18 juin 2002      | 18 février 2005   |
|                      | Connie Hedegaard          | Fogh Rasmussen II                       | 18 février 2005   | 23 novembre 2007  |
|                      | Bertel Haarder            | Fogh Rasmussen III Løkke Rasmussen I    | 23 novembre 2007  | 23 février 2010   |
|                      | Karen Ellemann            | Løkke Rasmussen I                       | 23 février 2010   | 3 octobre 2011    |
|                      | Manu Sareen               | Thorning-Schmidt I                      | 3 octobre 2011    | 3 février 2014    |
|                      | Carsten Hansen            | Thorning-Schmidt II                     | 3 février 2014    | 28 juin 2015      |
|                      | Carl Holst                | Løkke Rasmussen II                      | 28 juin 2015      | 29 septembre 2015 |
|                      | Peter Christensen         | Løkke Rasmussen II                      | 30 septembre 2015 | 28 novembre 2016  |
|                      | Karen Ellemann            | Løkke Rasmussen III                     | 28 novembre 2016  | 2 mai 2018        |
|                      | Eva Kjer Hansen           | Løkke Rasmussen III                     | 2 mai 2018        | 27 juin 2019      |
|                      | Mogens Jensen             | Frederiksen I                           | 27 juin 2019      | 19 novembre 2020  |
|                      | Flemming Møller Mortensen | Frederiksen I                           | 19 novembre 2020  | 15 décembre 2022  |
|                      | Louise Schack Elholm      | Frederiksen II                          | 15 décembre 2022  | 23 novembre 2023  |
|                      | Morten Dahlin             | Frederiksen II                          | 23 novembre 2023  | en cours          |